# Stazione di Echigo-Yuzawa
La stazione di Echigo-Yuzawa (越後湯沢駅?, Echigo-Yuzawa-eki) è una stazione ferroviaria della città termale di Yuzawa, nella prefettura di Niigata della regione del Koshinetsu utilizzata dai servizi Shinkansen e da alcune linee locali. La stazione è dotata di negozi di souvenir e di terme al chiuso, ed è molto utilizzata anche da chi si reca agli impianti sciistici circostanti in inverno.

## Linee
East Japan Railway Company
■ Jōetsu Shinkansen
■ Linea Jōetsu
 Hokuetsu Express
■ Linea Hokuetsu Express Hokuhoku

## Struttura
La stazione è costituita da due diversi piani binari, sopraelevata con quattro binari e due marciapiedi a isola, per il Jōetsu Shinkansen, e in superficie due banchine a isola e una laterale con cinque binari totali. Il mezzanino si trova fra il piano Shinkansen e quello delle linee regionali, e all'interno dispone di una grande quantità di ristoranti, aree ristoro, negozi e anche delle terme. La biglietteria JR è aperta dalle 5:45 alle 22:30.
| Linee regionali   |                                    |                                    |                                          |                                              |
| 0                 | ■ Linea Hokuhoku (rapidi e locali) | ■ Linea Hokuhoku (rapidi e locali) | per Muikamachi, Tōkamachi e Naoetsu      |                                              |
| 1                 | ■ Espr. Lim. Hakutaka              | ■ Espr. Lim. Hakutaka              | per Naoetsu, Toyama, Kanazawa e Fukui    | I treni periodici dal binario 2              |
| 2-3               | ■ Linea Jōetsu                     | verso Nord                         | per Muikamachi, Koide e Nagaoka          |                                              |
| 2-3               | ■ Linea Jōetsu                     | verso sud                          | per Echigo-Nakazato, Minakami e Takasaki |                                              |
| 4                 | ■ Linea Jōetsu                     | ■ Linea Jōetsu                     | Non in uso                               | Linea usata per i treni in transito          |
| Binari Shinkansen |                                    |                                    |                                          |                                              |
| 11                | ■ Jōetsu Shinkansen                | verso nord                         | per Nagaoka, Niigata e Gala-Yuzawa       |                                              |
| 11                | ■ Jōetsu Shinkansen                | verso Tokyo                        | per Takasaki, Ōmiya e Tokyo              | treni originati da questa stazione           |
| 12                | ■ Jōetsu Shinkansen                | verso nord                         | per Nagaoka, Niigata e Gala-Yuzawa       |                                              |
| 12                | ■ Jōetsu Shinkansen                | verso Tokyo                        | per Takasaki, Ōmiya e Tokyo              | Solo il treno Max Tanigawa 400 della mattina |
| 13                | ■ Jōetsu Shinkansen                | verso Tokyo                        | per Takasaki, Ōmiya e Tokyo              |                                              |
| 14                | ■ Jōetsu Shinkansen                | verso Tokyo                        | per Takasaki, Ōmiya e Tokyo              | treni originati da questa stazione           |
| 14                | ■ Jōetsu Shinkansen                | verso Niigata                      | per Nagaoka, Niigata e Gala-Yuzawa       | Solo il Max Toki 481 della mattina           |

## Stazioni adiacenti
| «                   | Servizio            | »                  |
| Linea Jōetsu        | Linea Jōetsu        | Linea Jōetsu       |
| ------------------- | ------------------- | ------------------ |
| Iwappara-Ski-jō-mae | -                   | Ishiuchi           |
| Hokuetsu Express    |                     |                    |
| Capolinea           | Locale              | Muikamachi1        |
| Capolinea           | Rapido              | Muikamachi         |
| Capolinea           | Espr. lim. Hakutaka | Naoetsu2           |
| Jōetsu Shinkansen   |                     |                    |
| Jōmo-Kōgen          | -                   | Urasa Gala-Yuzawa3 |

Note
- 1: alcuni treni fermano anche a Shiozawa e, durante l'inverno, a Jōetsu Kokusai Ski-jō
- 2: alcuni treni fermano anche a Tōkamachi
- 3: durante la stagione sciistica